# Vesta (oděv)

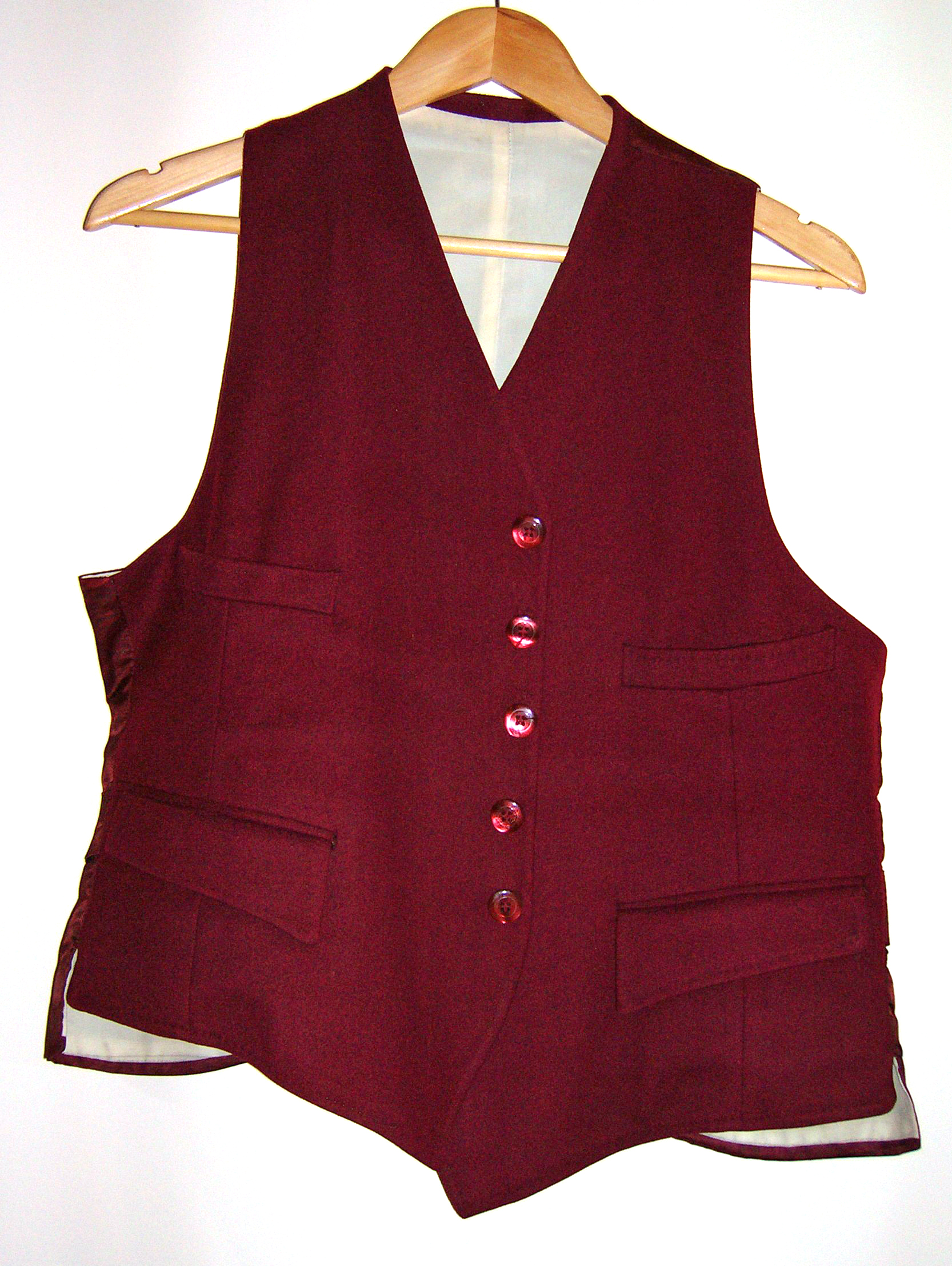
Tradiční vesta, kterou lze nosit s dvoudílným oblekem nebo samostatně se sakem a kalhotami.

Vesta (z lat. vestis, oblek) je část oblečení, jež slouží k zakrytí horní části těla. Obvykle bývá bez rukávů, existují však i pletené vesty s rukávy. (Vestou se často nazývá i svetr, pokud má, na rozdíl od pulovru, zapínání.) Běžně se nosí přes košili a kravatu a pod sakem jako součást formálního pánského oděvu. Tvoří také nedílnou součást klasického třídílného obleku.

## Historie

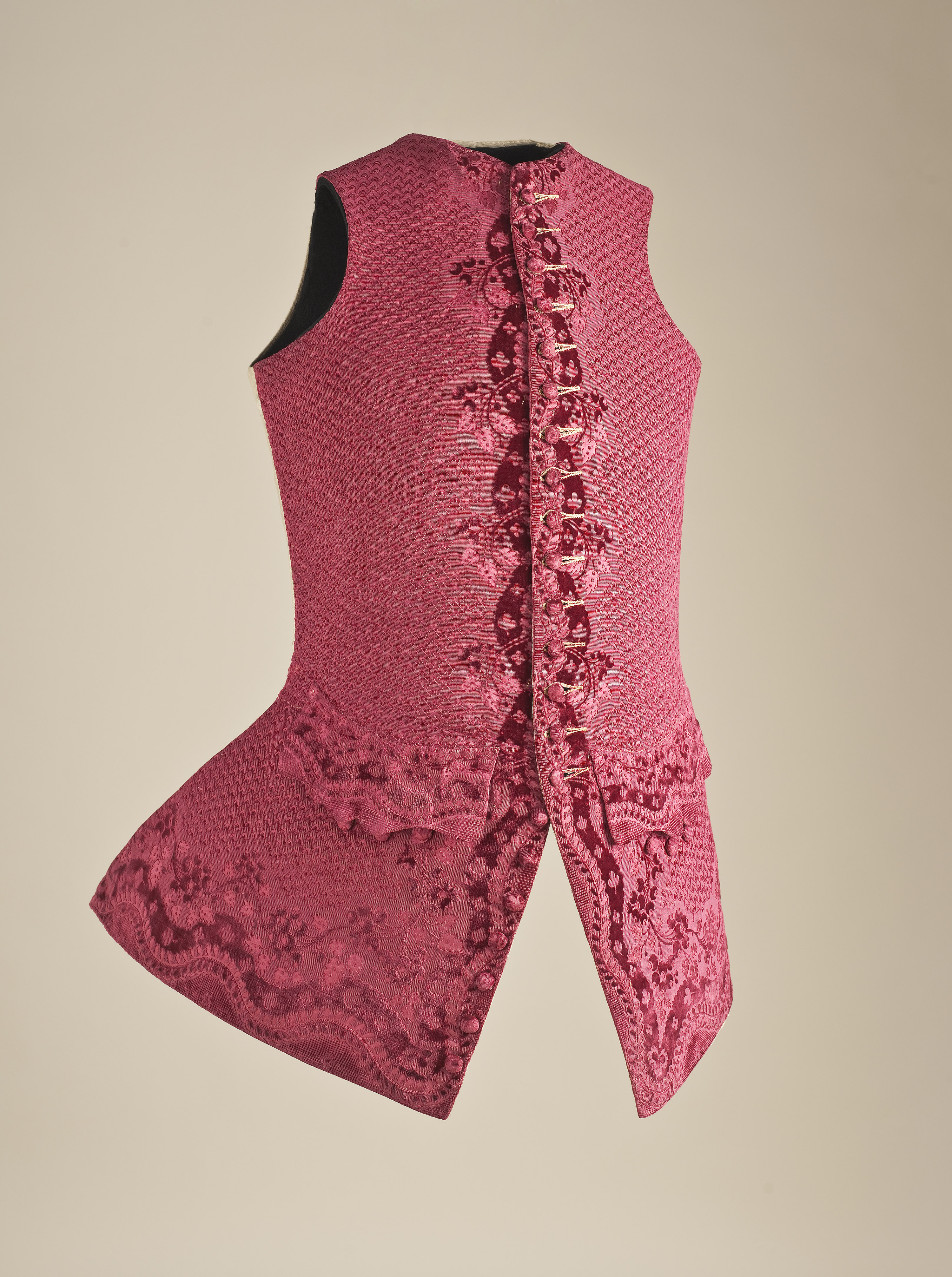
Francouzská hedvábná vesta z doby kolem roku 1750, LACMA.

Vesta je jednou z nemnoha oděvních součástí, u níž se přesně ví, kdy se objevila. Zavedl ji anglický král Karel II. v období restaurace britské monarchie, kdy ji prohlásil za součást správného oblečení. Během 17. století se stala běžným kouskem pánského oděvu. V té době byly v módě bohatě zdobené barevné vesty. Ke konci 19. století se pak stala nedílnou součástí nově vznikajícího klasického obleku. Zhruba od 50. let minulého století přestala být u obleku nezbytně vyžadována. Kalhoty nošené k vestě tradičně držely šle nikoli opasek.

## Charakteristika a užití
Vesta se zapíná vepředu stejně jako sako, a to buď na knoflíky, či na patentky. A tak jako obleky se i vesty dělí na jednořadé a dvouřadé, nezávisle na formálnosti oděvu. Jednořadé vesty jsou však obvyklejší. Podle stylu mohou být vesty též opatřeny klopami.
V dřívějších dobách nosili muži své kapesní hodinky v kapsičce vesty s řetízkem provlečeným knoflíkovou dírkou. To se však s příchodem náramkových hodinek změnilo.
V dnešní době se pánské společenské vesty stále víc stávají doplňkem pánského šatníku a nosí se i mimo společenské události. Do zaměstnání je nejvhodnější kombinovat je s vhodnou úzkou kravatou. Pro volnočasové aktivity jsou především určeny vesty pletené, jež by měly ladit se svetrem či košilí, dále pak vesty zimní a sportovní.